# Evelyn Montague
Evelyn Aubrey Montague (* 20. März 1900 in Chorlton-cum-Hardy; † 30. Januar 1948 in North Walsham) war ein britischer Hindernisläufer.
Bei den Olympischen Spielen 1924 wurde Evelyn Montague Sechster in 9:58,0 min. Im Vorlauf stellte er mit 9:48,0 min seine persönliche Bestzeit auf.
Nach seiner sportlichen Karriere arbeitete er als Journalist für den Manchester Guardian. Im Spielfilm Die Stunde des Siegers (1981) wurde er von Nicholas Farrell dargestellt.